# Judith Trim
Judith Trim (Cambridge, 11 de octubre de 1943 – 9 de enero de 2001), también conocida como Jude o Judy, y durante un tiempo por su primer nombre de casada, como Jude Waters) fue una ceramista inglesa. De 1969 a 1975, estuvo casada con Roger Waters de la banda de rock Pink Floyd, su amor de la infancia.

## Trayectoria

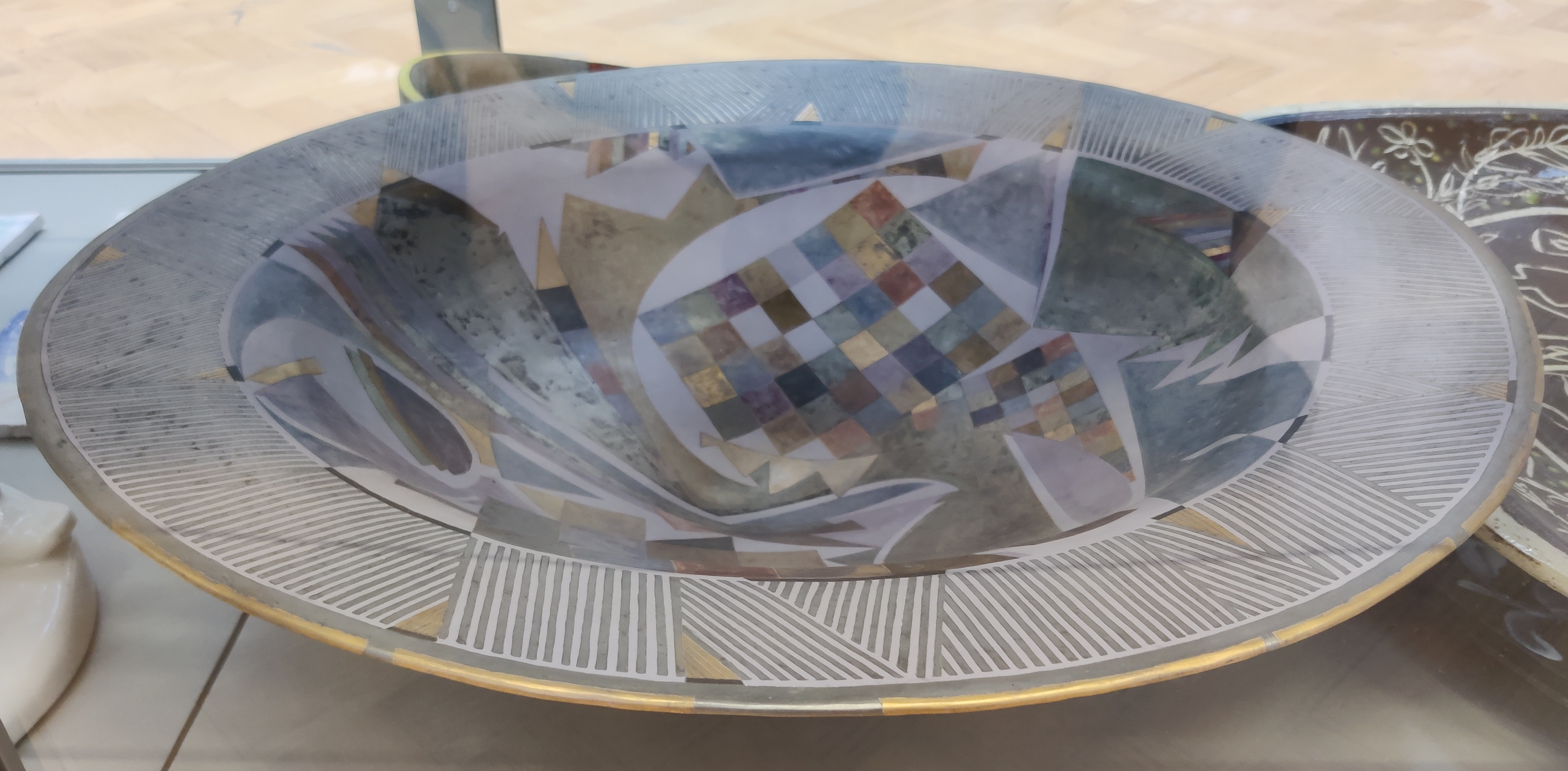
Swaddled Mauve, exhibido en el Museo Victoria y Alberto

El padre de Trim, científico investigador en la Universidad de Cambridge, la animó a concentrarse en el mundo del arte. Estudió artes y ciencias naturales en la Escuela Secundaria para Niñas del Condado de Cambridge,  más tarde asistió a la Academia de Arte de Bath, Corsham. Durante el tiempo que convivió con Waters, ejerció como profesora de arte, incluyendo un período a mediados y fines de la década de 1960 en Walthamstow High School for Girls y Dame Alice Owen's Girls' Grammar School en el Municipio de Islington, al norte de Londres.
Figuraba en la carátula de la edición original del álbum Ummagumma de Pink Floyd de 1969, pero fue eliminada de las reediciones posteriores en CD.La imagen sin recortar se recuperó para incluirla en la nueva edición del álbum Oh, by the Way.
Tras su divorcio, se concentró en su cerámica. Se centró en la realización de piezas a partir de la técnica de churros. En 1989 expuso en la galería Anatol Orient de Portobello Road, Londres,  para esta muestra investigó en las formas y decoraciones de las culturas antiguas, egipcias, peruanas y en sus rituales. El descubrimiento de los lustres supuso un punto de inflexión en su carrera profesional. Esta técnica consiste en la aplicación, en forma de barbotina, de sales metálicas en una tercera cocción, y con una fuerte reducción, sobre la pieza ya cocida y esmaltada.
Realizó otras exposiciones en Contemporary Applied Art, Contemporary Ceramics y Ruth Coram Arts. Su obra se encuentra en la colección de museos como el Museo de Arte del Condado de Los Ángeles, el Castillo de Norwich, el Museo Ashmolean, el Museo Fitzwilliam el Museo Shipley y el Museo Victoria y Alberto Algunas de sus obras se vendieron a través de la tienda del Crafts Council en el Victoria and Albert Museum. Firmó su cerámica con las iniciales "JT", dentro de un círculo.
En 1996 se casó con el arquitecto y pintor Leonard Hessing, con quien tuvo un hijo, Theo. Murió el 9 de enero de 2001 a causa de cáncer de mama.